# 亮度指標
亮度指標，或γ值，表示流星雨的流星亮度分布。低於2.5的值對應於明亮的流星比平均值更頻繁的分布，而大於3.0的值意味著微弱流星的比例比平均值多。但亮度指數不僅僅與流星雨有關。